# Los Angeles (comté de Willacy, Texas)
Pour les articles homonymes, voir Los Angeles (homonymie).
Los Angeles est une census-designated place située dans le comté de Willacy, dans l’État du Texas, aux États-Unis. Sa population s’élevait à 121 habitants lors du recensement de 2010.